# دربل
قرية دربل بلدة تابعة لمنطقة قطنا في محافظة ريف دمشق. تقع في منطقة جبل الشيخ.
تقع شمال ناحية مزرعة بيت جن وترتفع عن سطح البحر 1320 م، توجد بالقرب منها بعض الآثار القديمة
تحيط بها القرى والبلدات التالية: حينة - الشعرة - عرنة - بيت جن، ومن الجنوب ناحية مزرعة بيت جن.
عدد سكانها حوالي 3000 ألف نسمة ويوجد بها أربع ينابيع عذبة صالحة للشرب .